# Comité de rédaction

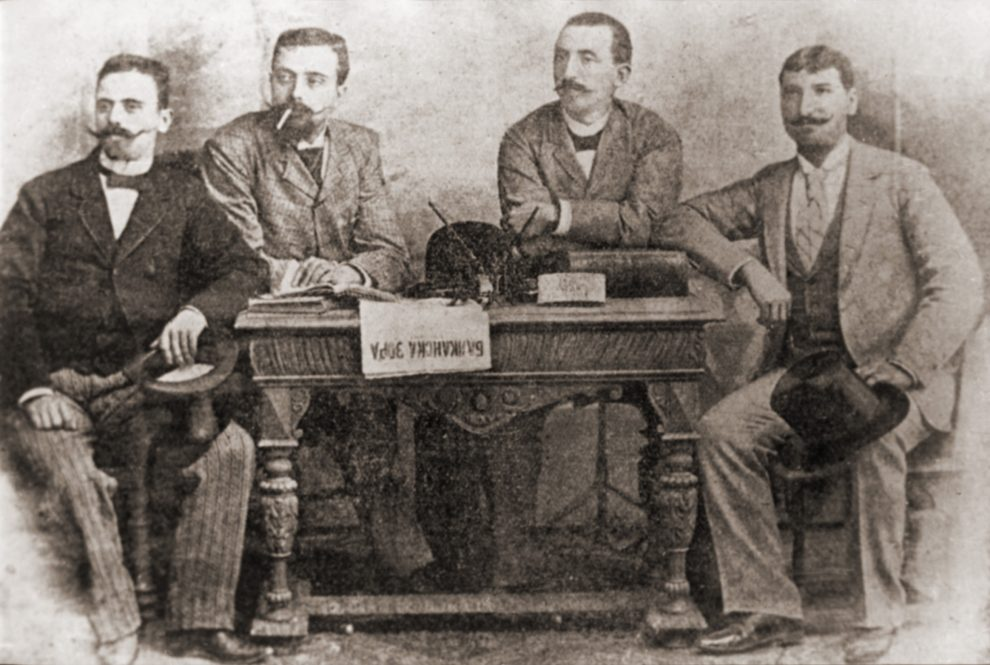
Comité de rédaction de "Balkanska Zora".

Un comité de rédaction est un ensemble de personnes décidant de la ligne éditoriale que doit suivre une publication périodique. À sa tête se trouve un rédacteur en chef.

## Composition
Dans un journal, le comité de rédaction se compose généralement du rédacteur en chef et des journalistes. Certains journaux peuvent inclure d'autres personnes dans le comité de rédaction.
Les comités de rédaction des magazines peuvent comporter des experts sur les sujets sur lesquels se focalise le magazine. Certains grands magazines peuvent ainsi avoir plusieurs comités de rédaction selon les sujets traités. Un comité de rédaction exécutif peut chapeauter ces comités, il est composé généralement du rédacteur principal et des représentants des comités de rédaction subalternes.
Les éditeurs de livres peuvent également faire appel à un comité de rédaction composé d'experts propres aux sujets traités par la publication.

## Fonctions
Les comités de rédaction se réunissent à intervalles réguliers afin de discuter des dernières nouvelles et opinions sur les sujets traités par la publication. Ils décident ainsi qui écrira quels éditoriaux et pour quel jour. Lorsqu'un éditorial ainsi construit paraît dans un journal, il peut être considéré comme l'opinion institutionnelle du journal.
Dans certains journaux, particulièrement les petits, il n'y a pas de comité de rédaction. Ils doivent ainsi se fier au jugement d'un simple rédacteur.
Certains éditeurs de livres ou de magazines vont utiliser régulièrement leurs comités de rédaction pour réviser ou sélectionner des manuscrits ou des articles, ou vérifier les faits qui y sont exposés.